# Каурцево
Каурцево — деревня в Наро-Фоминском районе Московской области, входит в состав сельского поселения Атепцевское. Численность постоянного населения по Всероссийской переписи 2010 года — 4 человека. До 2006 года Каурцево входило в состав Атепцевского сельского округа.
Деревня расположена в центральной части района, примерно в 9 км к югу от Наро-Фоминска, высота центра над уровнем моря 185.Название произошло от проживавшего здесь графа Александра Дмитриевича Каурова.. Ближайшие населённые пункты — деревни Башкино и Рождество — в 1 км на северо-восток и Новая Ольховка в 1,5 км на северо-запад.